# Nealênia

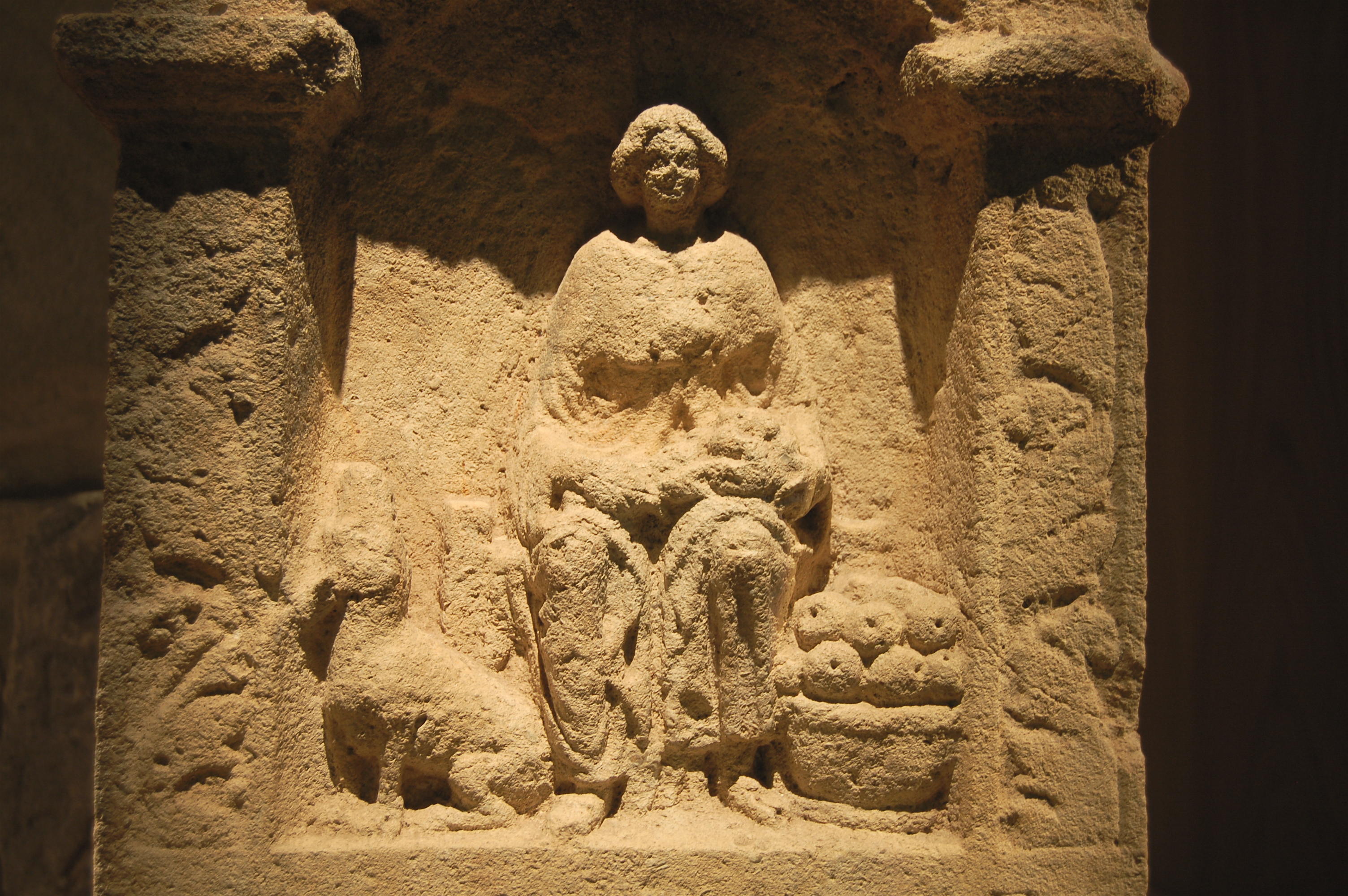
Relevo duma Nealênia sentada entre um cão e uma cesta de pães

Nealênia (Nehalennia) é uma deusa de origem incerta, talvez germânica ou celta, atestada e retratada em numerosos altares votivos descobertos em torno do que agora é chamada província de Zelândia, na Holanda (onde o Rio Reno flui para o Mar do Norte) cujo culto remonta a pelo menos ao século II a.C., e que floresceu no século II e III.

## Inscrições e retratos
Nealênia é atestada em 28 inscrições descobertas no povoado holandês de Domburgo, quando uma tempestade erodiu dunas em 1645, desencobrindo restos de um templo devotado a até então não atestada deusa Nealênia. Um número similar foi encontrado entre 1971-72 no povoado de Colijnsplaat, e em 2 outros da área de Colônia-Deutz no que agora é a Colônia, Alemanha.
Ela é quase sempre retratada com símbolos marinhos e com um grande cachorro de olhar benigno a seus pés. Ela deve ter sido uma deidade celta ou germânica, a quem foi atribuído poderes sobre o comércio, transporte e possivelmente horticultura e fertilidade. Ela é descrita como uma mulher jovem, principalmente sentada. Ela veste um típico manto curto sobre seus ombros e peito, que é único, talvez indicando que pertença aos costumes desta região. Frequentemente é acompanhado por um cachorro e tem como atributos uma cesta de maças ou pães e peças de navios. Hilda Ellis Davidson descreve os objetos votivos:

Nealênia, uma deusa germânica cultuada no ponto onde os viajantes cruzavam o Mar do Norte da Holanda, é mostrada em muitas pedras entalhadas sustentando folhas e maçãs como uma Deusa Mãe, às vezes com uma proa de um barco ao lado dela, mas também frequentemente com um cão servente que está sentado, admirando-a (Prato 5). Ele estava em treze dos vinte e um altares gravados por Ada Hondius-Crone (1955: 103), que o descreve como um tipo de galgo.

Davidson mais adiante liga o motivo do navio associado à Nealênia com o par germânico Vanir de Frei e Freia, tão bem quanto à deusa germânica Nerto, e nota que apresenta alguns dos atributos das Mães. Os pães com os quais Nealênia é descrita em seus altares foram identificados como duivekater, "pães sacrificiais oblongos na forma de uma tíbia". Davidson afirma que pães deste tipo podem assumir o lugar dum sacrifício animal ou vítima animal, como o pão cozido em forma de javali em Yule, na Suécia, e podem estar "dentro da memória viva" como no cereal da última paveia em Varmlândia, na Suécia, costumeiramente utilizado para cozer um pão na forma duma pequena garota que é subsequentemente compartilhado pela família toda. Davidson fornece mais exemplos de elaborados pães na forma de paveias dispostos nas igrejas para fertilidade dos campos na Inglaterra anglo-saxã, com paralelos na Escandinávia e Irlanda.
As inscrições de Domburgo para Nealênia inspiraram Marcus Zuerius van Boxhorn a produzir uma precipitada etimologia lincando o nome da deusa ao cita antigo, com o qual ele tentou, com as ferramentas linguísticas então disponíveis, construir a ponte das conexões já conhecidas entre as línguas europeias e o persa moderno.

## Templos

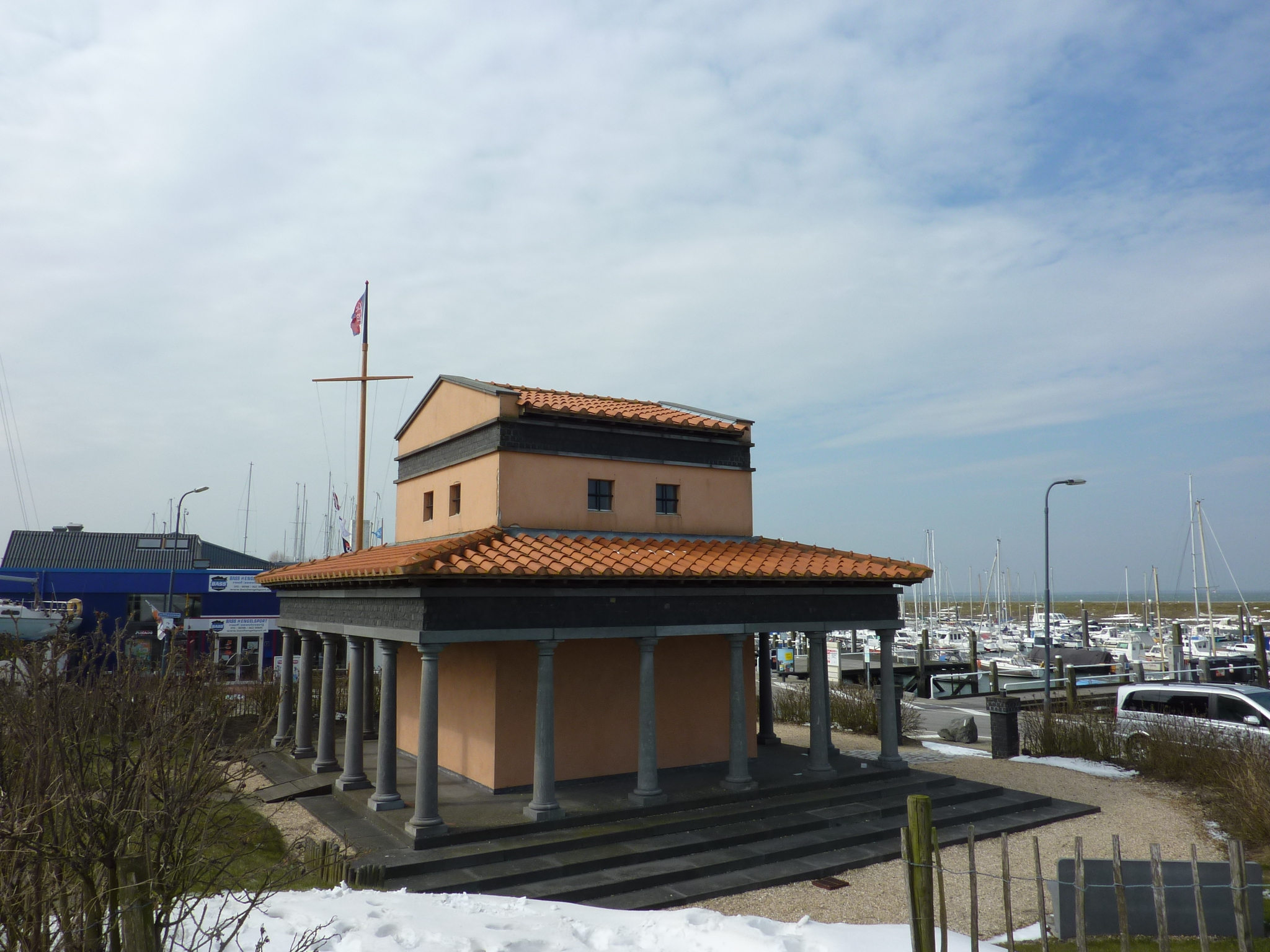
Templo reconstruído em Colijnsplaat

Práticas religiosas em torno de Nealênia tiveram seu pico nos séculos II e III, naquele tempo havia possivelmente de dois a três templos  localizados na área que agora é a Zelândia. Neste tempo, esta região da costa marinha era uma ligação importante para o comércio entre a área do Reno e Britânia. É sabido que a tribo dos morinos, que viveu no que é agora a Holanda, fazendo fronteira com a costa do Mar do Norte, cultuava Nealênia. Visitantes vieram cultuá-la de tão longe quanto Vesôncio (atual Besançon, França) e Augusta dos Tréveros (atual Tréveris, Alemanha). Nealênia teve dois santuários ou templos, ornamentados com numerosos altares: um em Domburgo na ilha de Walcheren, e um outro em Colijnsplaat no litoral de Oosterschelde. Ambos agora estão submersos além do Mar do Norte devido às inundações e aos mares mutantes da Holanda do Sul.
Em agosto de 2005, uma réplica do templo de Nealênia próximo ao povoado perdido de Ganuenta foi aberta em Colijnsplaat.

## Ligação externa
- Lendering, Jona, Nehalennia, July 2006. Arquivo recuperado em 24 de setembro de 2007.

## Ligações Externas
- Site oficial da réplica do templo de Nehalennia